# 지킬 박사와 하이드 씨

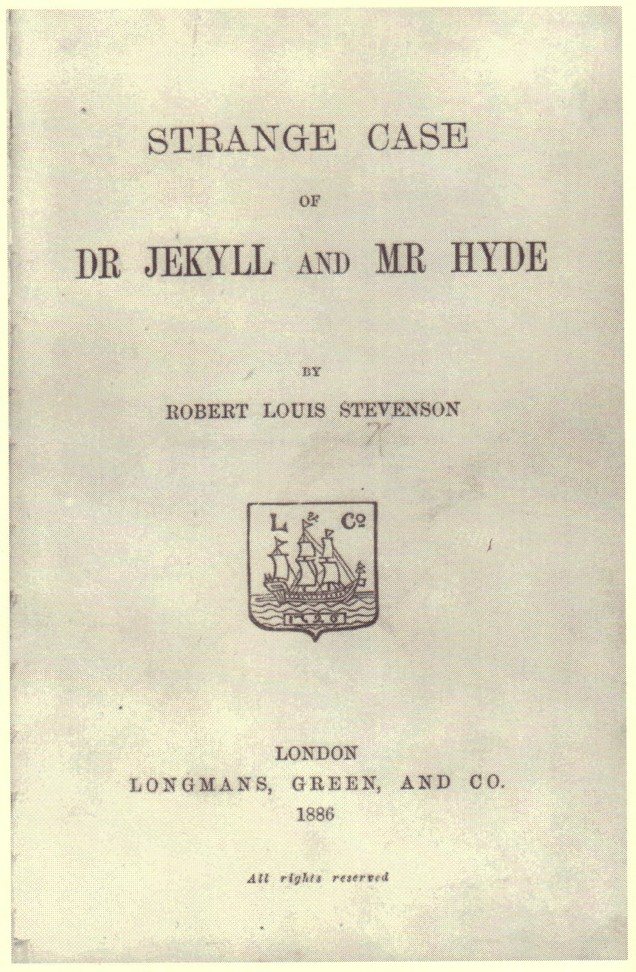
런던 초판의 표지 페이지

《지킬 박사와 하이드 씨》(영어: Dr Jekyll and Mr Hyde)(원제는 《지킬 박사와 하이드 씨의 이상한 사건》(영어: Strange Case of Dr Jekyll and Mr Hyde)이지만 한국에는 줄인 제목으로만 알려져 있다. 영미권에서도 종종 줄여서 부른다.)는 로버트 루이스 스티븐슨이 쓴 중편 소설이다. 그 내용은 변호사인 찰스 어터슨이 그의 오랜 친구인 헨리 지킬 박사와 사람을 혐오하는 사람인 에드워드 하이드의 괴상한 관계의 조사에 관한 것이다. 이 책은 1886년에 처음 출간되었다. (출간될 당시에는 정관사 "The"가 붙어있지 않았다.)
이 책이 환각제의 영향하에 쓰였다는 주장이 있다. 집필 당시에, 스티븐슨은 지역 병원에서 버섯류인 맥각으로 치료받고 있었다. 맥각이 LSD 성분을 포함하지 않는다는 일부의 소문과는 반대로, 맥각은 예측할 수 없는 양의 비슷한 물질을 포함하고 있다. LSD가 합성된 것도 바로 맥각류의 파생 종으로부터 인데, 그것은 맥각의 활성 성분의 순수한 형태를 만들어내기 위한 노력에서 나온 것이다. 따라서 이 책이 자아와의 싸움을 주제로 한 것과, 이것이 그에게 통제 불능의 느낌을 준 우연한 마약 복용 경험에 의해 발생한 것이라는 것일 수도 있다.

## 줄거리
어주미의 어터슨은 걱정할 필요가 없다고 한 지킬 박사의 보장에도 불구하고 이 조사는 그저 호기심과 걱정에서 시작되었다. 그 조사는 하이드가 명망있는 국회의원의 잔인한 살인사건 현장에서 발견되었을 때 양상이 바뀐다. 어터슨이 하이드의 살인사건 범죄 수사를 돕게 되자, 지킬은 점점 더 은둔적이고 우울해지고, 어터슨은 지킬 박사가 하이드씨를 돕고 있다고 믿게 된다.
결국, 지킬은 아무도 이해할 수 없다는 정신적 부담에 사로잡힌 채 그의 실험실에 그 자신을 고립시킨다. 어터슨의 다른 친구인 래니언이, 지킬이 연루된 것으로 보이는 끔찍한 정신적 충격으로 갑작스레 죽는다. 결국, 지킬의 집사가 어떻게 해서 지킬의 잠긴 실험실에 들어와서 지킬을 죽인 낯선 사람을 처리하는 것을 도와달라고 요청하러 어터슨에게 온다. 그들은 함께 실험실에 있는 낯선 사람은 하이드라는 것을 알아내고, 그들은 문을 부수고 들어가지만 자살로 죽은 하이드의 시체를 찾아낼 뿐이었고 지킬은 어디에서도 발견되지 않는다.
마침내, 어터슨은 그의 죽은 친구가 그에게 남긴 두 통의 편지를 읽는다. 첫 번째 것은 래니언으로부터 받은 것이고 그 편지는 하이드는 지킬의 연구로 만든 약물에 의해 지킬이 육체적으로 다른 자아로 변형된 것이나 다름없다는 것을 래니언이 직접 목격했다고 밝힌다.
다른 편지는 모든 사람은 끊임없이 자신과 싸우게 하는 두 가지 모습-선과 악-을 가지고 있다는 것을 그가 깨달았을 때 일어난 일을 밝힌 지킬로부터의 고백이다. 이 두 가지 모습을 양분하고 고립시킬 수 있다는 이론에 관해 실험하고는, 그는 한 사람을 그의 악한 면의 화신으로 바꿀 수 있고, 또한 그로 인해 그의 선한 면을 순수한 선으로 만들 수 있는 약물을 창조해 냈다. 그 약물을 그 자신에게 사용한 후, 지킬은 육체적으로 작아졌고 동시에 그의 악한 본성은 강력해졌다. 이 인격은 에드워드 하이드라고 불리었다. 하이드로서 약간의 시험을 행한 이후에, 지킬은 그가 지킬 박사로서는 결코 저지르지 못할 모든 금지된 반사회적인 기쁨에 취하기 위해 곧 이 변화를 정기적으로 겪기 시작한다. 그러나 하이드의 모습은 더 강하게 성장하기 시작했고, 지킬이 반작용제로 통제할 수 있는 능력을 넘어서게 되었다. 하이드가 살인을 저지른 후에, 지킬은 약물을 먹기를 그만두기로 하지만, 결국 하이드의 모습에의 중독은 저항하기엔 너무 강하게 진행되어 버렸고, 그는 다시 약물을 복용했다.
지킬은 약물에 중독되어 결국 약물 없이도 하이드로 변하기 시작했다. 그리고 그 약물의 반작용제는 효력을 잃기 시작했고, 약물이 그의 분류 선반에 있는 동안까지만 지킬이 그의 원래 모습으로 남아있을 수 있게 되었다. 결국, 지킬에게는 그 약물만의 희귀한 재료가 남아있지 않게 되었고, 특히 그가 처음에 아주 많은 양을 얻은 "소금"이 없었다. 이 소금의 새로운 공급분은 효력이 있는 약물을 만들어내지 못했고, 그는 처음에 그 이유를 새로운 공급분에 불순물이 있어서라고 여겼지만, 마침내 그는 최초의 주문에 불순물이 있었고, 약물에 있는 그 "알 수 없는 불순물"이 그 효력에 필수적이었다고 결론을 내렸다. 그는 이 불순물이 섞인 소금을 더 이상 구할 길이 없었기 때문에, 그는 하이드로 영원히 남게 될 운명에 처하여 자살을 택하였다.

## 이 소설이 남긴 것
이 소설은 인간의 선과 악의 감각의 내면적 모순에 관해 서양 문화에서 중심적인 개념으로 자리잡았다. 이 소설은 또한 "빅토리아 시대에 관한 최고의 안내서들 중 하나인데 그 이유는 겉으로는 체면을 차리면서도 속으로는 욕정으로 가득한 19세기의 근본적인 양분에 대한 소설의 꿰뚫는 듯한 묘사 때문이다."라고 언급되기도 하는데 소설이 사회적 위선의 경향을 반영하기 때문이다. 이 줄거리는 수많은 연극과 영화 작품으로도 각색되었다.
이 줄거리의 가장 유명한 현대적 적용은 만화책   주인공인 헐크이다. 헐크는 정신적으로 억압된 과학자의 힘세고 난폭하게 감정적인 다른 자신이다. 헐크는 그가 분노나 공포와 같은 격렬한 정신적 스트레스를 겪을 때마다 전면에 드러난다.
이 소설에서 내용을 적용한 영화가 많은데, 그 중 몇몇(하이드가 여자로 나오는 두 가지중 하나인 지킬 박사와 하이드 양 따위)는 그 이야기를 오늘날의 것으로 새롭게 각색했다.
앨런 무어의 만화책인 젠틀맨 리그와 이를 바탕으로 만든 영화에서도 지킬과 하이드 주인공이 나타난다.
가장 최근에는 작곡가 프랭크 와일드혼과 작사가 레슬리 브리커스가 지은 브로드웨이 뮤지컬인 "지킬 앤 하이드" (미국) 보관됨 2013-04-05 - 웨이백 머신/(한국)가 있다. 뮤지컬은 그 책의 어두운 빅토리아 시대의 느낌에 팝-오페라 장식을 섞어놨다.